# Cyrtanthus odorus
Cyrtanthus odorus är en amaryllisväxtart som beskrevs av Ker Gawl.. Cyrtanthus odorus ingår i släktet Cyrtanthus, och familjen amaryllisväxter. Inga underarter finns listade i Catalogue of Life.